# Julius Strüder
Julius Strüder (* 11. Juni 1883 in Neuwied; † 26. September 1978 ebenda) war ein deutscher Verleger und Prokurist.

## Leben
Julius Strüders Großvater Wilhelm gründete 1843 die Buchdruckerei und den Zeitungsverlag Strüder KG und machte sich am 17. Dezember 1848 mit einem Volksblatt für Stadt und Land bekannt. Er war Verleger, Drucker und Redakteur in einer Person. Ende 1855 kaufte er das Konkurrenzblatt Wöchentliche Neuwiedische Nachrichten von Faust und Lichtfers und 1856 das Neuwieder Intelligenz- und Kreisblatt von v. d. Beeck.
Julius Strüder erhielt seine Ausbildung in dem kurz darauf angegliederten Verlag der Neuwieder Zeitung und erweiterte seine Kenntnisse durch Auslandsaufenthalt und verlegerische Mitarbeit in Frankfurt und Straßburg.

Bereits seit 1882 führte sein Vater Philipp das Unternehmen. Ab 1906 übernahm Julius Strüder das Unternehmen. Bis zum Ersten Weltkrieg entwickelte er die Neuwieder Zeitung zu einem führenden Blatt am Mittelrhein. Neben der Tageszeitung legte er ein Heimatblatt auf, das über die lokale Geschichte und die regionale Vergangenheit berichtete. Ein illustriertes Unterhaltungsblatt wurde einmal wöchentlich der Tageszeitung beigelegt. 1919 zog sich Philipp Strüder aus dem Alltagsgeschäft zurück. 

Neuwieder Zeitung, Hrsg.: Julius Strüder

Während der französischen Besatzungszeit wurde die Zeitung mehrfach verboten. Neben dem Druck der Neuwieder Zeitung, die vor dem Ersten Weltkrieg zu den wichtigsten Zeitungen am Mittelrhein zählte, erschienen im Verlag zahlreiche Bücher.
Nach dem Krieg, an dem Julius Strüder als Reserveoffizier der Württembergischen Königin-Olga-Dragoner teilnahm, musste er 1923 nach mehreren Verboten seiner Zeitung auch die Ausweisung seiner Familie erdulden.
Er baute Verlag und Druckerei weiter aus, arbeitete in der liberalen Deutschen Volkspartei mit und wurde in deren Berliner Zentralvorstand Vertreter des liberalen Presse.
Unter dem NS-Regime geriet er erneut in Schwierigkeiten. 1937 wurde die Neuwieder Zeitung wiederum verboten und an die Nationalverlag GmbH Koblenz abgetreten.
Die Druckerei und der Buchverlag wurden ab April 1937 von Julius Strüder und den beiden Prokuristen Rolf Strüder und Hermann Remy als Strüdersche Buchdruckerei und Verlagsanstalt weitergeführt. Da die Druckerei des Neuwieder Nationalblattes wegen eines Großbrandes im Fort Asterstein/Koblenz ausfiel, wurde ab November 1944 das NS-Blatt bei Strüder gedruckt.
Nach dem Zweiten Weltkrieg betrieb Strüder trotz der Demontage wesentlicher Maschinen im Jahre 1946 den Wiederaufbau, und der Druck vieler heimatkundlicher Publikationen konnte wieder aufgenommen werden. Gemeinsam mit seinem Sohn Rolf Strüder, der 1948 in den Familienbetrieb einstieg, wurde das Unternehmen weiter ausgebaut.
Rolf Strüder benannte den Verlag in Strüder’sche Buchdruckerei und Buchhandlung um. Sie war die dritte Zeitungsdruckerei in Neuwied.
Julis Strüder war lange Zeit Mitglied des Kreistages und vor wie nach dem letzten Weltkrieg Vorstandsmitglied der Zeitungsverlegerverbände, des Buchdruckervereins und des Bezirksverbandes Druck.
So wurde Strüder auch nach der Wiedereinführung der Pressefreiheit 1949 mit dem Aufbau der Zeitungsverlegerorganisation im Nordteil der französisch besetzten Zone betraut.
Strüder gründete 1949 die Neuwieder Zeitung, Vorläuferin der heutigen Rhein-Zeitung. Ab 1950 wurde wieder eine Zeitung, der Generalanzeiger für Neuwied und Umgegend gedruckt. Diese Ausgabe wurde vom General-Anzeiger (Bonn) erstellt. Ab dem 1. September 1956 erschienen die Koblenzer Rhein-Zeitung und die Neuwieder Zeitung gemeinsam unter dem Titel Rhein-Zeitung, Unabhängige Westdeutsche Landeszeitung. Die Lokalredaktion für den Kreis Neuwied verblieb in den Geschäftsräumen der Neuwieder Zeitung.
1958 wurde die Firma in eine KG, danach am 1. Juni 1972 in eine GmbH umgewandelt und am 19. April 1973 aufgelöst.
Als Vorstandsmitglied des früheren Vereins Rheinischer Zeitungsverleger wurde Julius Strüder mit dem Wiederaufbau neuer Organisationen in der nordfranzösischen Zone betraut.
Strüder engagierte sich in vielen Ehrenämtern im Wirtschaft- und Gesellschaftsleben. Als ausgezeichneter Kenner der Stadt- und Heimatgeschichte widmete sich Julius Strüder in mehr als einem halben Jahrhundert intensiv der Förderung heimatkundlicher Publikationen.
Nach dem frühen Tod seines Sohnes widmete er sich bis ins hohe Alter seinem Betrieb.

## Familie
Julius Strüder war der Sohn von Philipp Strüder (* 27. Juli 1840 Neuwied; † 4. Juni 1906 ebenda), Schriftsetzer und Buchdrucker, und Emma Gieser (* 1853; † 1901), Tochter von Jean Josef Gieser (* 14. Juli 1825 in Oftersheim; † 28. Juni 1896 in Neuwied), Bierbrauer in Neuwied, und Elisabeth Auguste Sophie Schwesinger (* 17. Oktober 1830 in Niederluhsheim bei Mannheim; † 4. September 1875 in Neuwied).
Julius Strüder war verheiratet und hatte ein Sohn
- Rolf Strüder (* 17. Juli 1909 in Neuwied; † 25. April 1972 in Koblenz)

Julius Strüders Onkel war
- Willy Strüder (* ?; † 1929), gründete 1889 in Neuwied die Couvertfabrik Willy Strüder